# Якунино (Башкортостан)
Якунино (баш. Якунин) — деревня в Балтачевском районе Республики Башкортостан Российской Федерации. Входит в состав Ялангачевского сельсовета. 

## География

### Географическое положение
Расстояние до:
- районного центра (Старобалтачево): 37 км,
- центра сельсовета (Ялангачево): 3 км,
- ближайшей ж/д станции (Куеда): 104 км.

## Население
| 2002 | 2009 | 2010 |
| ---- | ---- | ---- |
| 95   | ↘90  | ↘70  |